# London (Ohio)
London é uma cidade localizada no estado norte-americano de Ohio, no Condado de Madison.

## Demografia
Segundo o censo norte-americano de 2000, a sua população era de 8771 habitantes.
Em 2006, foi estimada uma população de 9496, um aumento de 725 (8.3%).

## Geografia
De acordo com o United States Census Bureau tem uma área de
22,0 km², dos quais 22,0 km² cobertos por terra e 0,0 km² cobertos por água. London localiza-se a aproximadamente 314 m acima do nível do mar.

## Localidades na vizinhança
O diagrama seguinte representa as localidades num raio de 20 km ao redor de London.